# Heaven (album de Kato Miliyah)
Pour les articles homonymes, voir Heaven.
Albums de Miliyah Katō
Ring
(2009) True Lovers
(2012)
Compilations par Miliyah Katō
M Best
(2011)
Singles
Heaven est le 5ealbum de Miliyah Katō, sorti sous le label Mastersix Foundation le 28 juillet 2010 au Japon. Il atteint la 1re place du classement de l'Oricon. Il se vend à 150 804 exemplaires la première semaine, et reste classé pendant 21 semaines, pour un total de 266 102 exemplaires vendus. C'est le 2e album le plus vendu de Miliyah Katō à ce jour.

## Liste des titres
Toutes les chansons sont écrites et composées par Miliyah Kato, à moins qu'autrement ait noté.
| 1.  | Bye Bye                                        |                          | Shinichiro Murayama         | 4:46 |
| 2.  | Last Love                                      |                          | Shinichiro Murayama         | 5:27 |
| 3.  | I miss you                                     |                          | Daishi Dance                | 5:12 |
| 4.  | X.O.X.O. (Échantillonnage de Spitz "Robinson") | Masamune Kusano, Miliyah | 3rd Productions             | 3:41 |
| 5.  | Heaven                                         |                          | Tomokazu "T.O.M." Matsuzawa | 5:34 |
| 6.  | Baby I See You feat. VERBAL                    | Verbal (M-Flo), Miliyah  | 3rd Productions             | 6:33 |
| 7.  | Sora (空)                                      |                          | Nao Tanaka                  | 4:50 |
| 8.  | Why                                            |                          | Shinichiro Murayama         | 4:14 |
| 9.  | Free                                           |                          | Zetton                      | 5:06 |
| 10. | Endless Love                                   |                          | ☆Taku Takahashi (M-Flo)     | 4:41 |
| 11. | Sweet Angel                                    |                          | Manaboon                    | 4:34 |
| 12. | Destiny                                        | Jeff Miyahara, Miliyah   | Jeff Miyahara               | 3:47 |
| 13. | B.F.F.                                         |                          | Tomokazu "T.O.M." Matsuzawa | 4:10 |
| 14. | Don't wanna let go                             |                          | Bach Logic                  | 3:09 |
| 15. | Silent Ocean                                   |                          | 3rd Productions             | 5:13 |
| 16. | Owari Naki Kanashimi (終わりなき哀しみ)        |                          | Shinichiro Murayama         | 3:53 |

| 1.  | Why                                                                       |  |
| 2.  | Destiny                                                                   |  |
| 3.  | Bye Bye                                                                   |  |
| 4.  | Sensation                                                                 |  |
| 5.  | Last Love                                                                 |  |
| 6.  | Sayonara Baby (From Ring Tour 2009 at Zepp Tokyo)                         |  |
| 7.  | Medley : Kiss/Tough/Lalala/Love is... (From Ring Tour 2009 at Zepp Tokyo) |  |
| 8.  | Love for you (From Ring Tour 2009 at Zepp Tokyo)                          |  |
| 9.  | 20-Cry- (From Ring Tour 2009 at Zepp Tokyo)                               |  |
| 10. | Time is Money (From Ring Tour 2009 at Zepp Tokyo)                         |  |
| 11. | Aitai (From Ring Tour 2009 at Zepp Tokyo)                                 |  |
| 12. | 19 Memories (From Ring Tour 2009 at Zepp Tokyo)                           |  |
| 13. | Love Forever (avec Shimizu Shota) (From Ring Tour 2009 at Zepp Tokyo)     |  |